# Malacomys edwardsi
Malacomys edwardsi is een knaagdier uit het geslacht Malacomys dat voorkomt in Sierra Leone, Guinee, Liberia en het zuiden van Ivoorkust, Ghana en Nigeria. De verspreiding van deze soort overlapt met M. cansdalei in het westen en met M. longipes in het oosten. Deze soort komt voor in hoger gelegen, vochtige gebieden.